# Riccia berriei
Riccia berriei là một loài rêu trong họ Ricciaceae. Loài này được E.W. Jones mô tả khoa học đầu tiên năm 1957.
Danh pháp khoa học của loài này chưa được làm sáng tỏ. 